# Nectarinella
Nectarinella är ett släkte av getingar. Nectarinella ingår i familjen getingar.
Kladogram enligt Catalogue of Life:
| Nectarinella | \| \| Nectarinella championi \| \| \| \| \| \| Nectarinella xavantinensis \| \| \| \| |
|              | \| \| Nectarinella championi \| \| \| \| \| \| Nectarinella xavantinensis \| \| \| \| |
|              | Nectarinella championi                                                                |
|              |                                                                                       |
|              | Nectarinella xavantinensis                                                            |
|              |                                                                                       |